# Abraham Guillén
Abraham Guillén Sanz (Corduente, Guadalajara, Espanha; 13 de março de 1913 — Madrid, Espanha; 1 de agosto de 1993) foi um militante anarquista espanhol e um dos teóricos do socialismo de mercado de autogestão operária ou socialismo autogestionario. Considerado também teórico da guerrilha urbana sudamericana, com sua obra Estrategia de la guerrilla urbana de 1966.

## Biografia
Em sua juventude dedicou-se à agricultura e trabalhou extraindo resina. Esteve filiado às Juventudes Libertarias (FIJL), foi também membro a vida inteira da Confederação Nacional do Trabalho (CNT) e da Federação Anarquista Ibéria (FAI).
Foi veterano da guerra civil espanhola (1936-39), onde ao final desta foi detido no porto de Alicante e condenado primeiro à pena de morte, a qual foi comutada por de 20 anos em pressão. Conseguiu fugir em 1942. Depois entraria no comité central da CNT clandestina até que em 1943 é novamente detido, mas consegue fugir de prisão na Nochevieja nesse mesmo ano. Depois, com a ajuda de ciganos anarquistas entraria em na França em 1944 onde dirige o Solidariedade Operária em segredo. Foi expulso da CNT por colaborar com a procomunista Junta Suprema da União Nacional Espanhola (UNE), mas é reabilitado o 1 de fevereiro de 1946 com a chegada de Germinal Esgleas à direcção.
Emigrou para a Argentina no ano 1948 e passou um tempo em Uruguai e em Cuba. Em Buenos Aires licenciou-se em Ciências Económicas. Foi professor de economia política (director de investigação económica na Faculdade de Direito e Ciências Sociais de Buenos Aires) e colunista do El Laborista, Democracia em Buenos Aires, assessor económico da Universidade do Trabalho do Uruguai e jornalista do diário Acción de Montevideo, especialista internacional da OIT em economia autogestionaria e desenvolvimento cooperativo no Peru, onde também colaborou com a La Prensa de Lima.
Desde jovem fez tarefas agrícolas e trabalhou extraindo resina. Depois estudou em Madri com uma bolsa de estudos dado pelas autoridades republicanas. Filiado às Juventudes Libertarias desde bem jovem, foi também membro da Confederação Nacional do Trabalho (CNT) e da Federação Anarquista Ibéria (FAI). Durante os primeiros meses da Guerra Civil foi director de Juventude Livre, editada pelo Comité Peninsular das Juventudes Libertarias. Também foi redactor de Castilla Libre e de CNT. Marchou em frente a partir de 1938, foi comissário político na XIV Divisão e do IV Corpo do Exército, comandado por Cipriano Mera. Também dirigiu Nosotros, porta-voz da FAI, da Federação Ibéria de Juventudes Libertarias (FIJL) e da Coluna de Ferro em Valencia.
O final da guerra surpreendeu-o em Alicante, onde foi detido no porto. Condenado por um tribunal de guerra franquista, que lhe pediu a pena de morte e que a comutou no processo pela de 20 anos, foi transladado à colónia penitenciária de Añover de Tajo, de onde fugiu em 1942. Depois fez parte do Comité Nacional da CNT clandestina até sua detenção em 1943. Encerrado no cárcere de Carabanchel, pôde fugir a noite de fim de ano e, ajudado por um grupo de ciganos libertarios, passou para a França em 1944. No exílio francês dirigiu a Solidariedade Operária em segredo na época de Laureano Fechada e mais tarde implicou-se nas atividades da procomunista Junta Suprema da União Nacional Espanhola (UNE), pelo que foi expulso da CNT em 1 de fevereiro de 1946, mas foi reabilitado com a chegada de Germinal Esgleas à direcção do exílio. Em 1948 emigra à Argentina e passou um tempo em Uruguai e Cuba. Durante o peronismo editou Economía y finanzas. Em Buenos Aires licenciou-se em Economia e foi professor de Economia Política e director de Investigação Económica da Faculdade de Direito e Ciências Sociais de Buenos Aires.
Em Argentina colaborou em diversos jornais, como El Laboralista e Democracia, em Montevideo de Acción, e em Lima da La Prensa. Também foi assessor económico da Universidade do Trabalho de Uruguai e especialista internacional da Organização Internacional do Trabalho (OIT) em economia autogestionaria e desenvolvimento cooperativo em Peru. Em 1961 foi encarcerado durante alguns meses acusado de ser membro dos uturuncos, guerrilha activa no noroeste da Argentina durante 1960 e 1961; por causa disso pediu asilo político em Uruguai em 1962 e, pouco depois, pôs-se em contacto com os elementos revolucionários deste país. Durante estes anos foi pesquisado de perto pelos serviços de inteligência latinoamericanos e norte-americanos.
Ao morrer Franco, regressou à Península e nos últimos anos se destacou como conferenciante e escritor de ensaios na imprensa anarquista. Seu nome - também usou seudónimos (Jaime das Heras, Fernando Molina, Arapey, etc. - Se popularizó como experiente em técnicas de guerrilha urbana, em multinacionais, em autogestión e em temas relacionados com a guerra Espanha e a degeneração do comunismo. Para muitos, foi o criador da guerrilha urbana e de suas plasmaciones práticas americanas (tupamaros, uturuncos, etc.); alguns o qualificaram de anarcomarxista e guevarista.
Abraham Guillén Sanz morreu em 1 de agosto de 1993 em Madri (Espanha ). O professor Donald C. Hodges deu uma importante parte do arquivo pessoal de Abraham Guillén na George A. Smathers Libraries da Universidade de Flórida (Gainesville, Flórida, EE. UU.). Outra parte considerável de seu arquivo e biblioteca pessoal encontra-se depositada na Fundação Anselmo Lorenzo (CNT).

## Pensamento
Foi defensor do socialismo de mercado. Neste sentido Guillén afirmava que «uma sociedade sem concorrência é uma sociedade sem incentivos». Guillén descreve ao socialismo de mercado como parte de sua visão geral do socialismo libertario, assim: «O socialismo libertario não tem necessidade de planejamento centralizado, mas sim de um socialismo de mercado, da concorrência entre grupos colectivos de trabalho, da democracia directa nas empresas por meio dos conselhos autogestores de operários, técnicos e administrativos, que nomeiam ao director da fábrica e o revogam; têm o controle de sua empresa; são donos colectivos de repartir e investir seu excedente económico; devem contribuir ou investir uma boa parte do mesmo para realizar a reprodução ampliada do capital social (comunitário, não estatal). O socialismo só será com liberdade ou de autogestión; pois, caso contrário, será capitalismo de Estado, onde da burocracia substituirá à burguesía como nova classe opressora e exploradora.»
Guillén sustenta que o socialismo de mercado deve evitar o planejamento económico exaustivo e implementar um planejamento descentralizado estabelecida pelas fábricas tal como é proposto pelo socialismo autogestionario: «Com socialismo de autogestão, o planejamento nacional é programático, indicativo, pois deixa as decisões básicas às empresas autogestionadas que sabem o que precisa o mercado socialista, em quantidade e qualidade, em preços competitivos, a fim de abolir a burocracia centralista que, de tanto controlar preços, não consegue ao fim estabilizar nada, mas exerce por todas partes sua tiranía totalitaria.» Assim também propõe que o socialismo de mercado é o caminho para atingir o anarcocomunismo: «Poupando os capitais dissipados inutilmente nos consumos de luxo ou com excesso de consumo improductivo, colocando todo mundo a trabalhar utilmente, acumular-se-ia duplo ou triplo de capital social, que investido em desenvolvimento económico e tecnológico faria que se produzisse mais numa hora que antes num dia, o qual diminuiria o valor-trabalho dos produtos, podendo assim atingir um socialismo libertário, baseado numa abundância mesurada para todos. Então poder-se-ia passar a uma sociedade comunista: a cada um contribuiria segundo sua capacidade e receberia segundo suas necessidades, superando, uma vez por todas, a economia mercantil capitalista e seus dirigentes: burgueses, burocrátas e tecnocrátas.»

## Obras
Entres suas obras estão:
- El destino de Hispanoamérica (1952)
- La conspiración de la oligarquia. Radiografía del plan Prebisch (Guitem, 1956)
- La oligarquía en la crisis de la economía argentina (Cuadernos de la Cátedra Lisandro de la Torre, 1956)
- Monopolios y latifundios contra la economía Argentina, como salir de la crisis estructural (Cuadernos de la Cátedra Lisandro de la Torre, 1956)
- La agonía del imperialismo, tomo I y II (Editorial Sophos, 1957)
- Historia de la revolución española (Coyocán, 1961)
- El imperialismo del dólar (Editorial Peña Lillo, 1962)
- 25 años de economía franquista. Análisis económico de un régimen (Periplo, 1963)
- Crítica a la izquierda latinoamericana (Editorial Arca, 1965)
- La Segunda Revolución Española. Después de Franco, ¿qué? (El Siglo Ilustrado, 1965)
- Teoría de la violencia (Jamcana, 1965)
- ¿Cómo derrotar a Franco? España, estrategia para la liberación (1966)
- Dialéctica de la política. Los años decisivos del siglo XX, guerras, revoluciones (Ediciones Cooperativa Obrera Gráfica, 1967)
- El dilema económico de América Latina (Nativa, 1967)
- Desafío al Pentágono.La guerrilla latinoamericana (Andes, 1969)
- Estrategia de la guerrilla urbana (Ediciones Liberación, 1969)
- La rebelión del tercer mundo (Andes, 1969)
- Democracia directa (1970)
- Historia de la Revolución española (Editorial Coyoacan, 1970)
- Socialismo de autogestión (1971)
- La caída del dólar. El derrume del FMI (Aconcagua, 1972)
- La elite del poder en España. La sociedad secreta del "Opus Dei" (1973)
- La colonización financiera del FMI (1973)
- La propiedad social, modelo de desarrollo peruano (Ediciones del Centro, 1976)
- ITT e IBM en España (Zero, 1977)
- Revalorización de la guerrilla urbana (1977)
- Guerrilla 1 (en colaboración con otros autores, 1978)
- El capitalismo soviético: última etapa del imperialismo (Queimada Ediciones, 1979)
- El error militar de las izquierdas. Análisis estratégico de la guerra civil española 1936-1939 (Hacer, 1980)
- Economía libertaria: alternativa para un mundo en crisis (Fundación de Estúdios Libertarios Anselmo Lorenzo, 1988)
- Economía autogestionaria: las bases del desarrollo económico de la sociedad libertaria (Fundación de Estúdios Libertarios Anselmo Lorenzo, 1990)
- Socialismo libertario: ni capitalismo de monopolios, ni comunismo de Estado (Ediciones Madre Tierra, 1990)
- Técnica de la desinformación (Fundación Anselmo Lorenzo, 1991)
- El error político militar de la República. La pérdida de la Guerra Civil 1936-1939 (Ediciones Queimada, 2012)